# Dehmberg (Börde)

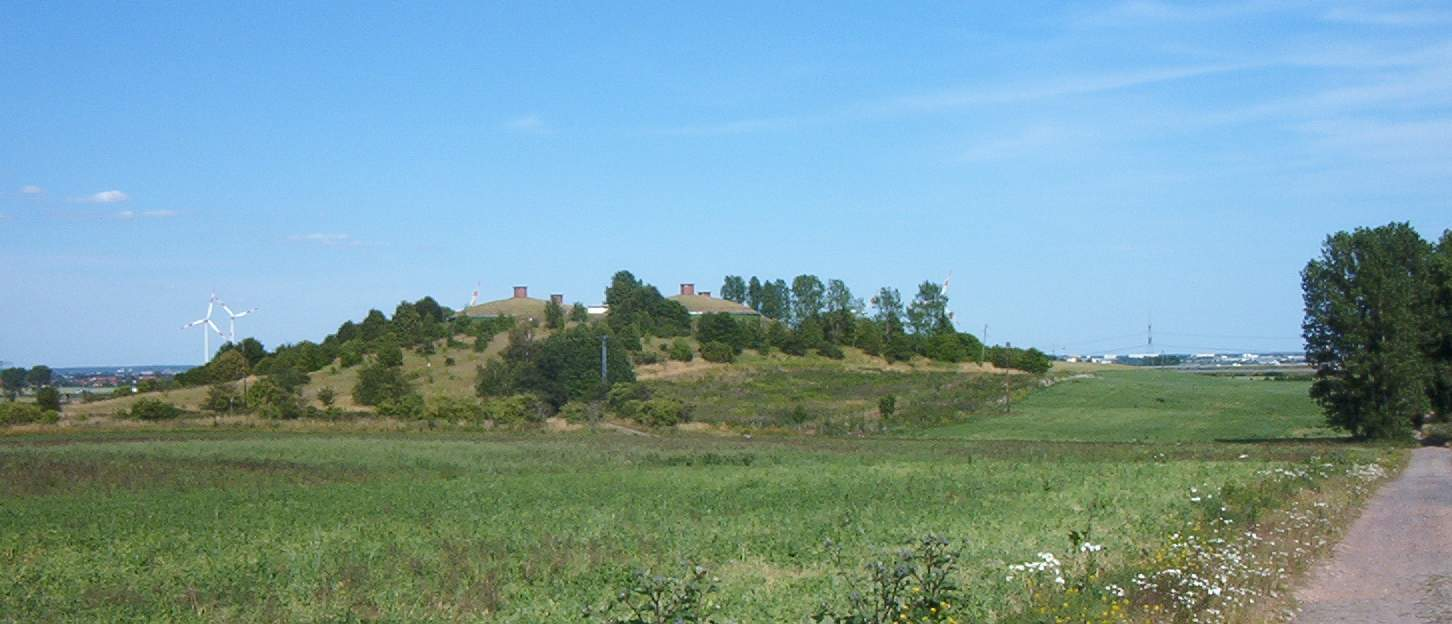
Dehmberg

Der Dehmberg ist eine Erhebung in der Nähe der Stadt Magdeburg.
Östlich von Hohenwarsleben gelegen, erhebt sich der Dehmberg auf 98 m. Nördlich verläuft das Bachbett der Kleinen Sülze. Die Erhebung zählt zu einer Reihe von Hügeln, die sich in Nord-Süd-Richtung an einer Geländestufe befinden, die von der Magdeburger Börde nach Osten zur Elbe hin abfällt. Zu dieser Kette zählen auch der Große Wartberg und der Felsenberg. 
Auf der Spitze des Dehmbergs befindet sich ein zwischen 1996 und 1998 sanierter Hochbehälter der Trinkwasserversorgung Magdeburg GmbH.
Koordinaten: 52° 10′ N, 11° 32′ O